# 利马坎普斯
利马坎普斯是巴西马拉尼昂州的一个市镇。总面积321.932平方公里，总人口11373人，人口密度35.3人/平方公里。